# Marco Jordan
Marco Jordan (* 5. Juli 1988 in Landau an der Isar) ist ein deutscher Fußballspieler. Der Innenverteidiger spielte zuletzt für den bayerischen Bezirksoberligisten SV Dornach.

## Karriere
In seiner Jugend spielte Jordan beim FC Dingolfing. 2007 wechselte er zur zweiten Mannschaft des 1. FC Nürnberg. Dort war er ab der Saison 2008/09 Stammspieler. Im Sommer 2010 wechselte er in die Dritte Liga zum SV Wehen Wiesbaden. Bei diesem kam er sowohl in der ersten als auch in der zweiten Mannschaft zum Einsatz. Nach einem Jahr in Wiesbaden kehrte er zurück zum Bezirksoberligisten FC Dingolfing, mit dem er in die Landesliga aufstieg. Nach zwei Jahren wechselte er im Sommer 2013 zum Landesligisten TSV Bad Abbach. Ab 2014 spielte er für den TSV Bogen auflaufen. Seit 2017 spielt er für den Bezirksoberligisten VfB Bach, mit dem in der Saison 2018/19 in der Landesliga spielte. Zuletzt war er dort Spielertrainer. 2021 wechselte er zum SV Dornach. Dort spielte er bis 2022.